# Аредаков, Григорий Анисимович
Григо́рий Ани́симович Ареда́ков (род. 18 января 1944, Улан-Удэ) — российский актёр театра и кино, педагог, художественный руководитель Саратовского академического драматического театра, народный артист РСФСР (1991).

## Биография
Григорий Аредаков родился в семье театрального художника Анисима Аредакова (1913—1989).
Окончил Саратовское театральное училище имени Слонова в 1964 году, педагог — Андрей Василевский.
В настоящее время Григорий Аредаков является актёром и художественным руководителем Саратовского академического театра драмы имени И. А. Слонова, ведёт курс на театральном факультете Саратовской консерватории им. Л. В. Собинова. Среди учеников Аредакова Эльвира Данилина, Владимир Назаров, Григорий Алексеев, Екатерина Ледяева, Андрей Казаков.

## Творчество

### Роли в театре

#### Саратовский театр драмы
- «Беседы с Сократом» Эдварда Радзинского. Режиссёр: Соломон Казимировский — Сократ[1]
- «Зойкина квартира» М. А. Булгакова — Гусь
- «Оптимистическая трагедия» Вс. Вишневского — Вожак
- «Три сестры» Антон Чехов — Прозоров
- «Чайка» Антон Чехов — доктор Дорн
- «Вишнёвый сад» Антон Чехов — Гаев
- «Мастер и Маргарита» Михаил Булгаков  — Понтий Пилат
- «Ревизор» Николай Гоголь — Городничий
- «Гекуба» Еврипида. Режиссёр: А. И. Дзекун — Полиместр
- «Макбет» Шекспира — Макбет
- «Новый американец» Сергей Довлатов — Гурин
- «На дне» Горького  — Бубнов
- «Роберто Зукко» Кольтес — пожилой господин
- «Мечтатели» (по пьесам «Лес» и «и поклонники» А. Н. Островского — Нароков, Несчастливцев
- 2003 — «Завтрак у предводителя» И. С. Тургенева. Режиссёр: Игорь Коняев — Алупкин
- «Волки и овцы» Александр Островский — Вукол Наумович Чугунов
- «Дядя Ваня» Антон Чехов — Серебряков
- «Квартет» Рональда Харвуда. Режиссёр: Вадим Горбунов — Уилф
- 2007 — «Немного о лете» Екатерины Ткачёвой. Режиссёр: Марина Глуховская — Виктор Михайлович Орлов
- 2008 — «Лучшие дни нашей жизни» У. Сарояна. Режиссёр: Александр Плетнёв — Кит Карсон
- 2008 — «Хлам» (по пьесе Йосефа Бар-Йосефа «Купер, его дочь и искусство фотографии»). Режиссёр: Ирина Горелик — Купер
- 2013 — «Класс Бенто Бончева» Максима Курочкина. Режиссёр: Михаил Угаров — Фрэнк

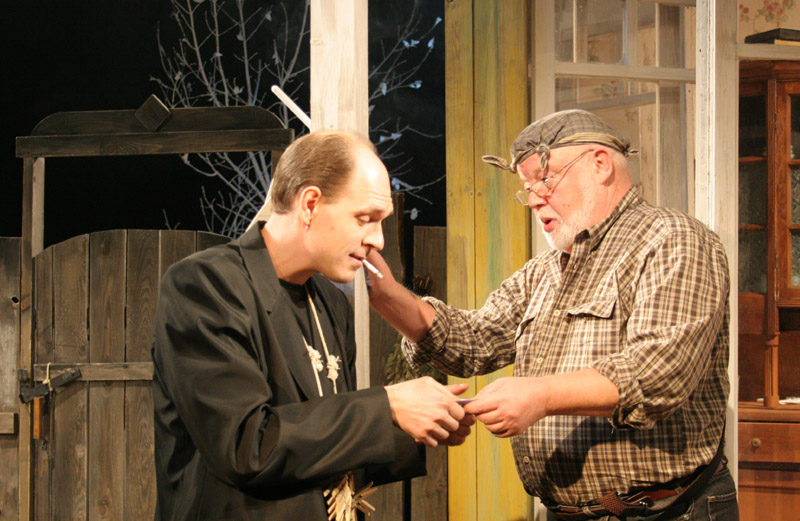
Сцена из спектакля «Немного о лете»
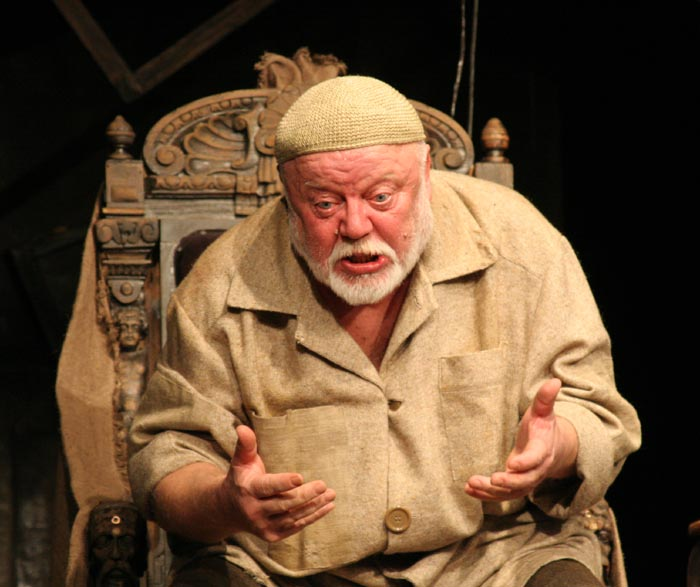
Сцена из спектакля «Хлам»

#### Саратовский театр оперы и балета
- Музыка Яна Сибелиуса к пьесе Шекспира «Буря». Театрализованный концерт — ведущий, Просперо (в рамках XXII Собиновского фестиваля)[2]

### Постановки в театре
- 2005 — «2×2=5» Ксении Степанычевой[3]
- 2010 — «Месяц в деревне» И. С. Тургенева

### Роли в кино
- 1989 — Наваждение
- 1991 — Сократ — Сократ
- 1993 — Аз воздам
- 2004 — Свободная женщина 2

## Признание и награды
- 1980 — Заслуженный артист РСФСР[4]
- 1991 — Народный артист РСФСР[4]
- 2007 — «Золотой Арлекин» — за верное и преданное служение театру
- 2009 — Премия «Признание» на III театральном фестивале имени Николая Хрисанфовича Рыбакова (Тамбов)
- 2018 — Приз учредителя «Золотого Арлекина» — за преданное и верное служение театру
- 2019 — Почётный знак Губернатора Саратовской области «За любовь к родной земле»[5]
- 2024 — Почётный знак «За наставничество» — за многолетний плодотворный труд, высокий профессионализм в работе и наставническую деятельность